# Taro Takahashi
Taro Takahashi (japanisch 高橋太郎 Takahashi Tarō; * 15. November 1930 in Tokio; † 3. Dezember 2019 in Englewood, New Jersey) war ein japanisch-US-amerikanischer Ozeanograph und Geochemiker.

## Leben
Taro Takahashi wurde in Tokio geboren und wuchs in Japan auf. 1953 beendete er sein Studium der Bergbautechnik an der Universität Tokio. Anschließend ging er in die Vereinigten Staaten und machte 1957 seinen Ph.D. in Geologie. Einen Großteil seiner Karriere verbrachte er am Lamont-Doherty Earth Observatory der Columbia University. So war er 1957/58 für zehn Monate auf dem institutseigenen Forschungsschiff Vema, um Proben aus dem Meer zu entnehmen, um herauszufinden, ob das Meer Kohlenstoffdioxid aufnimmt und/oder abgibt. 1961 veröffentlichte er seine aus dieser Forschungsreise gewonnenen Erkenntnisse. Im gleichen Jahr erhielt er auch die US-amerikanische Staatsbürgerschaft. Zwischenzeitlich war Takahashi auch für die Scripps Institution of Oceanography, das California Institute of Technology und das Queens College der City University of New York tätig und war Professor an der University of Rochester. Er war an etwa 250 wissenschaftlichen Veröffentlichungen beteiligt. Takahashis Forschungsschwerpunkt lag im Bereich des Kohlenstoffkreislaufs, insbesondere beschäftigte er sich mit der Aufnahme und Abgabe von Kohlenstoffdioxid durch die Meere und stellte fest, dass die Meere zumindest derzeit mehr Kohlenstoffdioxid aufnehmen, als sie abgeben. 2010 wurde er mit dem Champions of Earth Award geehrt.

## Werke
- James E. Hansen und Taro Takahashi: Climate Processes and Climate Sensitivity. In: Geophysical Monograph. Band 29, Nr. 5. American Geophysical Union, 1984, ISBN 978-0-87590-404-7, doi:10.1029/GM029.